# 布贾德
32°46′N 6°24′W / 32.767°N 6.400°W

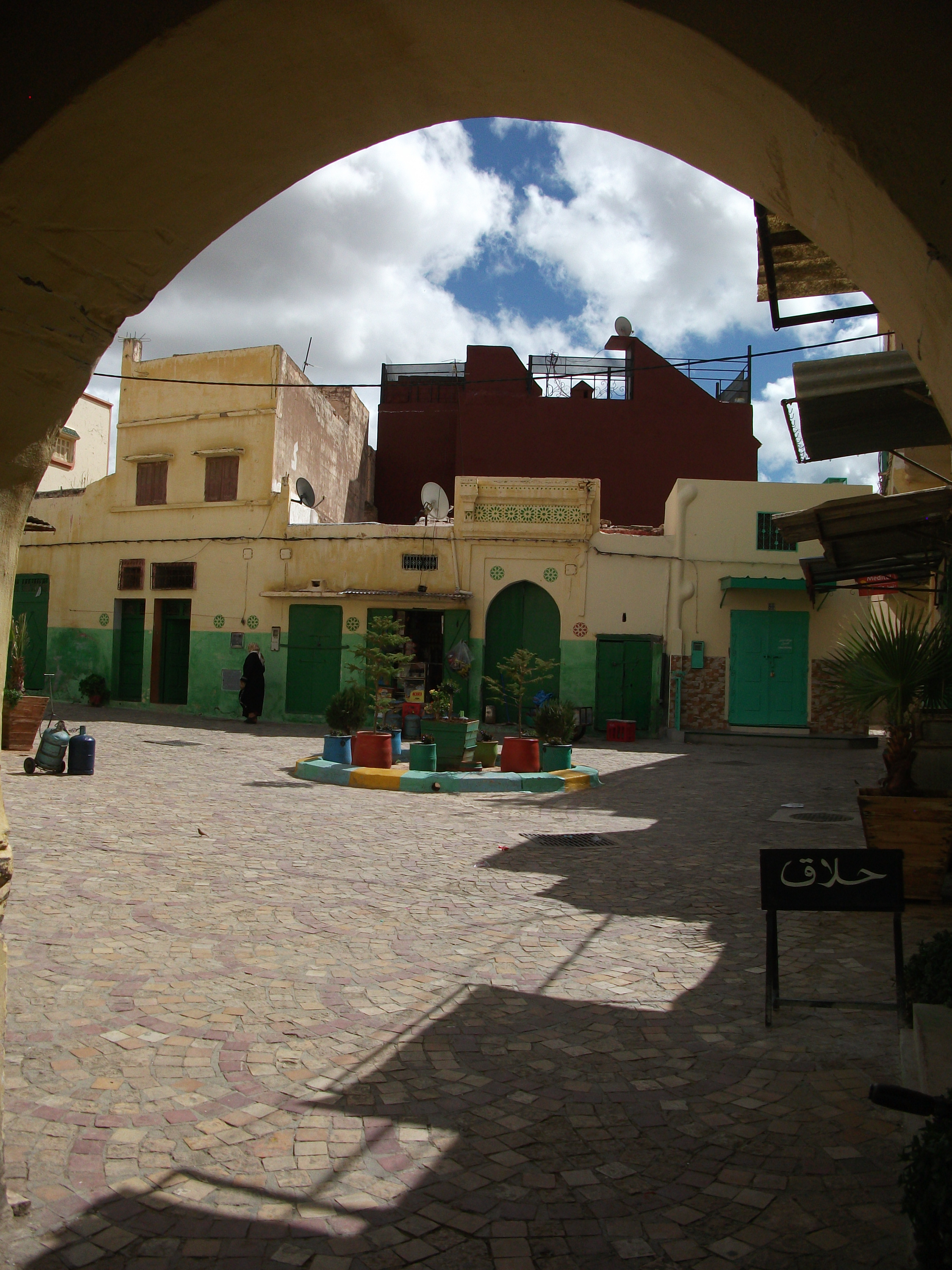
布贾德

布贾德（阿拉伯语：‎）是位于摩洛哥阿特拉斯山脉中的一座小城市。

## 名人
- 阿米尔·佩雷茨：以色列工党主席、国防部长